# Wiederaufbau und Wirtschaftswunder
Wiederaufbau und Wirtschaftswunder war der Titel der Bayerischen Landesausstellung vom 7. Mai bis zum 11. Oktober 2009 im Martin von Wagner Museum in der Würzburger Residenz. Sie war mit über 365.000 Besuchern ein Publikumsmagnet und bis 2011 die erfolgreichste Landesausstellung in Bayern.
Die Ausstellung dokumentierte die Zerstörung am Ende des Krieges, den anschließenden Beginn des (Wieder-)Aufbaus, den Aufschwung ab Ende der 1950er Jahre und das einsetzende Wirtschaftswunder. Zur Darstellung dienten Fotos, Film- und Tondokumente, aber auch Alltagsgegenstände wie ein Nierentischchen und ein Tischkicker.

## Wanderausstellung
Wegen des großen Erfolgs der Landesausstellung konzipierte das Haus der Bayerischen Geschichte eine verkleinerte Version als Wanderausstellung gleichnamigen Titels. Von 2010 bis 2016 war Wiederaufbau und Wirtschaftswunder an folgenden Orten zu sehen:
- München, Maximilianeum (7. Juli 2010 bis 23. Juli 2010)
- Bayreuth, Historisches Museum (26. November 2010 bis 23. Januar 2011)
- Coburg, Ämtergebäude der Stadt (18. Februar 2011 bis 25. März 2011)
- Nürnberg, Museum Industriekultur (15. April 2011 bis 22. Mai 2011; verlängert bis 29. Mai 2011)
- Regensburg, Historisches Museum (10. Juni 2011 bis 17. Juli 2011)
- Landshut, Rathausfoyer (5. August 2011 bis 4. September 2011)
- München, Oberste Baubehörde (16. September 2011 bis 28. Oktober 2011)
- Augsburg, Staatliches Textil- und Industriemuseum (9. März 2012 bis 17. Juni 2012)
- Fürth, Stadtmuseum Ludwig Erhard (27. Juni 2012 bis 19. August 2012)
- Weiden, Ausstellungsfoyer Neues Rathaus (14. September 2012 bis 28. Oktober 2012)
- Kaufbeuren-Neugablonz, Isergebirgs-Museum (23. November 2012 bis 24. Februar 2013)
- Dachau, Bezirksmuseum (8. März 2013 bis 15. September 2013)
- Straubing, Gäubodenmuseum (14. März 2014 bis 3. August 2014; verlängert bis 31. August 2014)
- Amberg, Stadtmuseum (24. April 2015 bis 25. Oktober 2015)
- Lindenberg im Allgäu, Deutsches Hutmuseum (29. Oktober 2015 bis 3. April 2016)